# 刘春梅
刘春梅（1966年—），女，汉族，吉林长春人，中华人民共和国女高音歌唱家，吉林省歌舞剧院歌舞团团长，中国民主同盟盟员，第十一届全国人民代表大会吉林地区代表。

## 生平
毕业于中国音乐学院声乐表演专业。2008年起担任全国人大代表。